# Xana Abreu
Alexandra Abreu, conhecida como Xana Abreu ou Xana Toc Toc (Lisboa, 1975), é uma cantora e artista plástica portuguesa. Ganhou êxito com trabalhos na música infantil, que renderam mais de 350 milhões de visualizações na internet, certificações de platina em DVD, 130 mil discos vendidos e 15 mil livros comercializados até o ano de 2020.

## Biografia
Xana é formada em artes plásticas e pintura pela Faculdade de Belas Artes da Universidade de Lisboa. Nos anos 2000 era vocalista da banda Massala.
Criou o projeto Xana Toc Toc em 2010, indo ao público no ano seguinte. O projeto ganhou êxito, chegando ao primeiro lugar em vendas, além de encher as salas de espetáculos. Em 2014, o projeto já estava em seu quarto álbum musical.
Até o ano de 2020, recebeu 12 galardões de platina na categoria de DVD. Nesse mesmo ano, lançou o álbum "O Melhor de Xana Toc Toc" para celebrar os dez anos de projeto.
Em março de 2020, Xana lançou o single "Todos Unidos, Todos Protegidos", uma canção positiva para as crianças em meio à pandemia de Covid-19. Nesse mesmo ano, a artista anunciou o fim do projeto Xana Toc Toc por motivos de saúde.
Após o fim do projeto como Xana Toc Toc, Xana Abreu seguiu com o trabalho como artista plástica, com vários trabalhos individuais da série "Na Tua Pele".
Na televisão, participou na última temporada de "A Máscara". Em 2021 passou a integrar o elenco da telenovela "Amor Amor Vol.2". Em 2022 fez parte do elenco da telenovela Sangue Oculto, da SIC.

## Vida pessoal
Xana Abreu cresceu com ausência do pai, que abandonou a família e foi para o Brasil quando a artista tinha apenas um ano. Aos seis anos, teve um breve contato paterno, que foi embora no mesmo dia. Aos 17 anos, o pai voltou a dar sinais por causa de um livro dedicado aos filhos, mas Xana decidiu não mais vê-lo.
Em fevereiro de 2021, Xana Abreu revelou que teve um cancro na mama. Foi na época em que a artista lançara o primeiro DVD como Xana Toc Toc, que já havia alcançado grande êxito de venda. Apesar dos efeitos dos tratamentos, ela manteve a rotina de concertos.
A artista é mãe da atriz Marta Peneda.

## Discografia

### Álbuns de estúdio
- "Xana Toc Toc" (2011 - Universal Music)
- "As Histórias da Xana Toc Toc" (2012 - Universal Music)
- "A Festa é Nossa" (2012 - Universal Music)
- "Na Aldeia Colorida" (2013 - Universal Music)
- "No Seu Trolipop" (2014 - Universal Music)
- "As Histórias Da Xana Toc Toc No Seu Trolipop" (2016 - Universal Music)
- "Na Selva"[11] (2017 - Universal Music)
- "Rádio Toc Toc"[12] (2019 - Universal Music)

### Compilações
- "Todas As Músicas Da Xana Toc Toc!‎" (2015 - Universal Music)
- "O Melhor de Xana Toc Toc" (2020 - Universal Music)